# 35 años y lo que falta todavía
35 años y lo que falta todavía... es un álbum doble en vivo y es número 35 de la discografía de la banda roquera mexicana El Tri. El álbum debutó el 2 de marzo de 2004. Es importante destacar que esta fue la última grabación de la banda para la discográfica Warner Music México. El concierto de este álbum se llevó a cabo en el prestigioso Auditorio Nacional en la Ciudad de México los días 12 y 13 de octubre de 2003, como celebración oficial de los 35 años de existencia de la banda. 
Por primera vez en más de 13 años los "ex Tri", Sergio Mancera "El Cóndor", Arturo Labastida "El Papaito", y Mariano Soto se juntaron con Álex Lora y el resto de El Tri para tocar juntos en este concierto. Esto definitivamente fue una gran sorpresa para los fanes de El Tri; en especial para los que aún se acuerdan de los Three Souls In My Mind.

## Músicos El Tri
- Álex Lora: Voz y bajo
- Rafael Salgado: Armónica
- Eduardo Chico: Guitarra eléctrica y acústica
- Oscar Zárate: Guitarra eléctrica
- Ramón Pérez: Batería
- Chela Lora: "Gritos" (Coro)

## Concepto de álbum

### Canciones Nuevas
El álbum también incluye cuatro nuevas canciones inéditas: Las mujeres de Juárez, Seria horrible (con Johnny Laboriel), Las víctimas invisibles de Nueva York, y Ahí pa' la otra. La primera de estas está dedicada para las mujeres asesinadas en la Ciudad Juárez, en el estado de Chihuahua. Y la tercera para las víctimas ilegales que murieron en los atentados del 11 de septiembre de 2001. No es la primera vez que Lora canta canciones nuevas o inéditas. Esto también lo hizo en un concierto grabado en también dos álbumes En vivo desde el Reclusorio Oriente (Three Souls In My Mind), con las canciones Mannish Boy, How Blue Can You Get y Reclusorio Oriente.

### Músicos invitados
- Lalo Toral: Teclados, órgano monumental en Virgen Morena.
- Zbigniew Paleta: Violín solista en Triste Canción.

### Músicos Especiales
- Sergio Mancera "El Cóndor": Guitarra en San Juanico ('84), Juanita, y Pobres de los niños.
- Mariano Soto: Batería en San Juanico, Juanita y Pobres de los niños
- Arturo Labastida "El Papaito": Saxofón en San Juanico, Juanita, Pobre de los niños, y Triste Canción.
- Grupo Étnico "La Tribu": Intro/De la Raza pa' la banda y La raza más chida.
- Grupo de cuerdas "Las Piedras Rodantes": en Solamente Dios y Pamela.
- Grupo coral "Zanate y Asociados": en Virgen Morena y Todo es materia.
- Maestro Armando Manzanero: voz en Quien da un peso por mis sueños.
- Johnny Laboriel: voz en Seria Horrible.
- Kenny Avilés: voz y armónica en El Rey.
- Rod Levario: guitarra en Esclavo del Rocanrol.
- Horacio Reni: gritos, guitarra, y armónica en El Mamey y el Ñero.

### Advertencia Lora
En la parte anterior de la portada del disco aparece una "advertencia" de Lora que dice: "Mi niño; advierte a tus jefes que este disco tiene cosas que pueden ofender sus castos oídos, avísales antes de ponerlo pa' que después no te estén chingando."

## Canciones
- Disco Uno:
- 1. Intro - De La Raza Pa' La Banda
- 2. Ya No Le Metas...
- 3. Chilango Incomprendido
- 4. Las Mujeres De Juárez
- 5. El As No Conocido
- 6. Sería Horrible
- 7. Tu Sonrisa
- 8. Tren Del Infierno
- 9. Quien Da Un Peso Por Mis Sueños
- 10. Solamente Dios
- 11. Pamela
- 12. Es Lo Mejor
- 13. El Rey
- 14. Las Víctimas Invisibles De Nueva York
- 15. Todo Me Sale Mal

- Disco Dos:
- Todos Necesitamos De Todos
- 1. Ahí Pa' La Otra
- 2. Esclavo Del Rocanrol
- 3. El Mamey Y El Nero
- 4. San Juanico '84
- 5. Juanita
- 6. Pobres De Los Ninos
- 7. La Raza Más Chida
- 8. Triste Canción
- 9. Virgen Morena
- 10. Todo Es Materia
- A.D.O
- 11. Las Piedras Rodantes

- Datos: Q4717389